# Dominik Kuhn

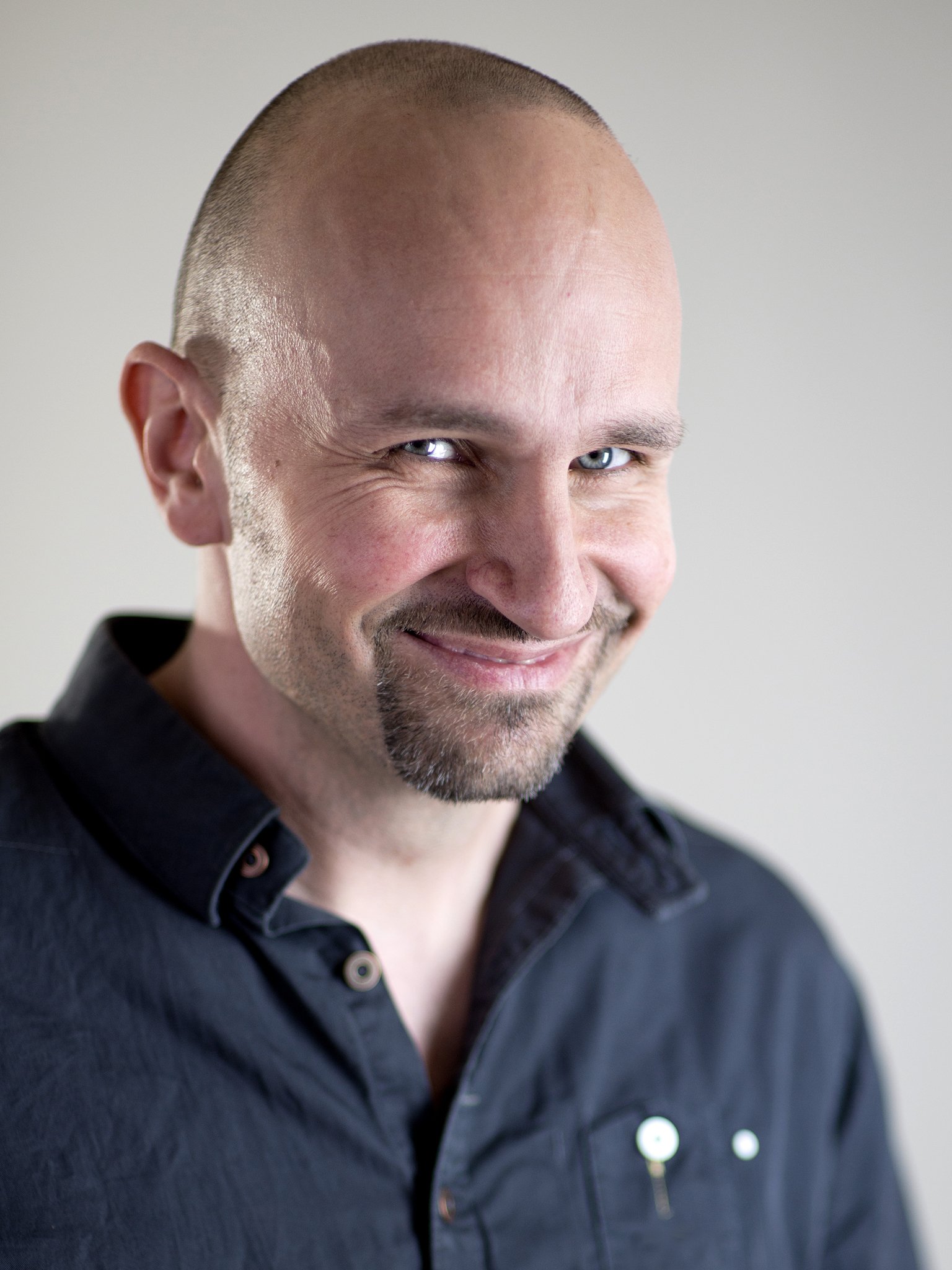
Dominik Kuhn (2012)

Dominik Kuhn (Pseudonym: Dodokay; * 16. September 1969 in Reutlingen) ist ein deutscher Produzent, Regisseur, Sprecher (Voice Artist), Komiker, Musiker und Übersetzer. Er ist Inhaber der Firma Starpatrol Entertainment.

## Leben
Dominik Kuhn wuchs in Reutlingen-Oferdingen in Baden-Württemberg auf, wo er 1989 das Abitur ablegte. Er hat zwei ältere Schwestern (* 1963, * 1966).
Schon während der Schulzeit gründete er eine Firma für Veranstaltungstechnik. Zeitgleich arbeitete er als Moderator und Tontechniker beim Reutlinger Regionalrundfunksender Radio RT4 sowie als Discjockey im Tübinger Zentrum Zoo. Die technische Ausstattung seiner Firma verkaufte er Mitte der 1990er Jahre und arbeitete von dort an als selbstständiger Live-Tontechniker sowie später als Event-Manager und Produzent, hauptsächlich von Firmen-Events. Parallel richtete er sich ein Tonstudio ein. Um die Jahrtausendwende bot er zusätzlich noch die Filmproduktion als Dienstleistung an. Im Rahmen dieser Tätigkeit produzierte er zahlreiche Werbe- sowie drei No-Budget-Langfilme.
Kuhn ist ledig und lebt auch heute noch in Reutlingen.

## Wirken

### Anfänge auf YouTube
Im Frühjahr 2005 vertonte Kuhn zunächst Ausschnitte aus der erfolgreichen TV-Serie 24 neu sowie nach und nach Ausschnitte aus Kinofilmen wie z. B. Star Wars. Einer breiten Öffentlichkeit bekannt wurde er 2006 unter seinem Internet-Benutzernamen Dodokay durch seine zunächst bei Online-Videoportalen wie u. a. YouTube, Clipfish oder MyVideo veröffentlichten Neusynchronisationen (so genannte Fandubs) in Schwäbisch und teilweise anderen Dialekten.
Im August 2007 veröffentlichte er seinen bislang erfolgreichsten Film Virales Marketing im Todesstern Stuttgart. Der Film, in dem er wiederum in einem Ausschnitt aus Star Wars die Werbeszene parodiert, verschaffte Kuhn in kürzester Zeit Aufmerksamkeit im gesamten deutschsprachigen Raum. Allein auf YouTube verzeichnet der Film mittlerweile über 6 Millionen Aufrufe (Stand: November 2024).
Im Januar 2008 führten Urheberrechtsprobleme zur Löschung von Kuhns damaligem YouTube-Benutzerkonto, er lud die bislang bestehenden Filme jedoch auf einem neuen Konto wieder hoch.

### Film und Fernsehen
Im Frühjahr des Jahres 2008 wurde das SWR Fernsehen auf Kuhn aufmerksam. Infolgedessen schrieb und produzierte Kuhn seit Anfang 2009 die Fernsehserie Die Welt auf Schwäbisch sowie für die SWR Landesschau Baden-Württemberg eine wöchentliche Kolumne unter demselben Sendungstitel. Während er in der bislang sieben Episoden (Stand: Mai 2010) umfassenden Serie eine Mischung aus Spielfilmen, Boulevard- und Talk-Sendungen sowie Nachrichten auf Schwäbisch synchronisierte, wurden in der bis Januar 2010 ausgestrahlten Landesschau-Kolumne Sitzungen des Deutschen Bundestages in eine Vorstandssitzung des fiktiven Vereins „SV 49 aus Leimerstetten“ umgeschnitten und -synchronisiert.
Von Mai bis Juli 2011 war Kuhn unregelmäßig mit einer schwäbischen Synchro-Kolumne in der neu aufgelegten Wochenshow auf Sat.1 vertreten. 2012 wurde im SWR das Landesschau-Format leicht verändert mit zwölf Folgen fortgesetzt, wobei Kuhn dieses Mal in fiktiven Interviews mit schwäbisch synchronisierten Stars selbst zu sehen war, unterschnitten mit Straßenumfragen. 
Ab Dezember 2012 war Kuhn zusammen mit Chako Habekost für sieben Folgen Mitglied des zweiköpfigen Jury-Teams in der SWR-Mundart-Quizshow Verstehen Sie was?, moderiert von Guido Cantz.
2018 erschien die von ihm auf schwäbisch vertonte Fassung von Die 1000 Augen des Dr. Mabuse als Kinofilm.
2021 war er in der SWR-Dokumentation Das Jahr 1981 – So war’s im Südwesten zu sehen.

### Schauspiel
Nebenbei verdingt sich Kuhn als Schauspieler und Modell für verschiedene Werbekampagnen und Film- und Fernsehproduktionen. So spielte er 2009 und 2010 in der zwölfteiligen Fernsehserie Laible und Frisch sowie im 2017 entstandenen Kinofilm mit. 2012 war er im Kino in einer Gastrolle an der Seite von Natalia Wörner in der schwäbischen Mundartkomödie Die Kirche bleibt im Dorf zu sehen und spielte auch in der 2013 ausgestrahlten ersten Staffel der gleichnamigen Fernsehserie mit. Auch im 2014 erschienenen Kinofilm Global Player – Wo wir sind isch vorne war Kuhn zu sehen. Am 11. November 2021 wurde die 300. Folge der Krimiserie SOKO Stuttgart mit ihm in der Rolle des Mark Krollwitz ausgestrahlt.

### Bühne
Am 29. März 2014 gab er als Dodokay mit der Live-Comedy-Show Die Welt auf Schwäbisch sein Bühnendebüt als Mundart-Komiker in der Stuttgarter Porsche-Arena. 2017 folgte eine weitere Tournee mit dem Titel Schwaben Menschen Abenteuer. Mit seinem dritten Live-Programm Genau mein Ding tourte er bis 2021, 2022 folgte sein viertes Live-ProgrammVom Deng her. Seit 2023 ist er mit der Show I bin‘s selber – 10 Jahre live! auf Jubiläumstour.
Kuhns Bühnenprogramme beinhalten eine Mischung aus Stand-up-Comedy, auf Schwäbisch synchronisierten Videoclips sowie Live-Synchronisationen auf der Bühne und werden medial hauptsächlich positiv rezipiert. Hervorgehoben wird dabei vor allem sein parodistisches Talent.

### Musik
Kuhn ist Mitglied der von ihm produzierten Coverband Welcome To The Pleasuredome, deren Name vom gleichnamigen Debütalbum der Band Frankie Goes to Hollywood inspiriert wurde. Kuhn selbst bezeichnet dieses Album als besonders prägend für ihn. 2013 erschien ein Coveralbum namens Welcome to the Pleasuredome – Live from the Eighties.
Im März 2014 veröffentlichte er den schwäbischen Song Subbercool.
Seit 2023 veröffentlicht er gemeinsam mit der Band Elektrokowski elektronische Musik mit schwäbischen Texten. Das Kollektiv tritt dabei unter dem Namen Elektrokowski feat. Dodokay auf. Die erste gemeinsame Single Baar an Bagga wurde im August 2023 veröffentlicht, weitere Singles folgten im Dezember 2023 und im Januar 2024. Die dazugehörigen Musikvideos wurden von Kuhns Produktionsfirma Starpatrol Entertainment produziert. Ein Album mit dem Titel Club folgte im Mai 2024.

### Diverses
Als begeisterter Science-Fiction-Leser arbeitet er seit 1999 als Übersetzer von Science-Fiction-Literatur. Als solcher ist er hauptsächlich für den Stuttgarter Panini-Verlag tätig, für den er nahezu alle Star-Wars-Jugendbücher sowie noch andere Buchreihen und Einzelromane (z. B. zur TV-Serie 24 und zum Sammelkartenspiel Magic: The Gathering) ins Deutsche übertragen hat. Bei den Übersetzungen der Jugendbücher zu den Star-Wars-Episoden I-III setzte Kuhn sich dafür ein, dass die Dialoge weitestgehend der deutschen Synchronfassung der Filme entsprechen, und nahm aus diesem Grund schon während der Synchron- und Übersetzungsarbeiten Kontakt mit dem Synchronregisseur der Filme, Tobias Meister, auf.
2009 war Kuhn als schwäbischer Dialekt-Coach für die Neuverfilmung der Jerry Cotton-Romane mit Christian Tramitz und Christian Ulmen tätig. Im Rahmen der Produktion unterrichtete er Heino Ferch in schwäbischem Dialekt, da dieser in dem Film einen Kriminellen aus Stuttgart verkörpert.
Im Juli 2011 veröffentlichte er zusammen mit dem Cartoonisten Ralph Ruthe ein schwäbisches Comic-Buch namens Scheißdregg bassiert halt, basierend auf Ruthes Cartoon-Reihe Shit Happens. Im September 2014 erschien außerdem eine von ihm ins Schwäbische übersetzte Ausgabe von Simpsons-Comics.
Im November 2011 wurde er von der Mundartgesellschaft Baden-Württemberg e. V. mit der Friedrich-E.-Vogt-Medaille für Verdienste um die schwäbische Mundart ausgezeichnet.
Seit 2014 hat er bei dem privaten Stuttgarter Radiosender Antenne 1 eine täglich von Montag bis Freitag ausgestrahlte eineinhalb- bis zweiminütige Sendung mit dem Titel Schwäbman.
Überdies spricht Kuhn in einer Folge der Hörspielreihe Hui Buh die Rolle eines schwäbischen Gespenstes. In der deutschen Fassung der 2016 in die Kinos gekommenen belgischen Komödie Ich bin tot, macht was draus spricht er eine der Hauptrollen, in diesem Fall mit flämischem bzw. niederländischem Akzent.
Kuhn arbeitet außerdem als Filmautor und -regisseur. Ursprünglich Werberegisseur, wurde er für den in Entwicklung befindlichen Kinospielfilm Metal Train als Regisseur engagiert.
Seit 2015 ist Kuhn Gastdozent am Institut für Medienwissenschaft der Eberhard Karls Universität Tübingen. Zudem war er als Dozent an weiteren Universitäten und Hochschulen wie der Dualen Hochschule Baden-Württemberg Stuttgart oder der Hochschule Heilbronn tätig.
Kuhn ist Mitglied in der Jury des Kurd-Laßwitz-Preises für deutschsprachige Science-Fiction-Schaffende.

## Filmografie als Darsteller
- 2000: Heimler
- 2009: Die Welt auf Schwäbisch (Comedy-Reihe, 7 Folgen)
- 2009–2010: Laible und Frisch (Fernsehserie, 12 Folgen)
- 2012: Die Kirche bleibt im Dorf
- 2012: Heiter bis tödlich – Fuchs und Gans: Staffel 1, Folge 9: „Der Papst kommt“
- 2012: Verstehen Sie was? (Quizshow, 7 Folgen)
- 2013: Die Kirche bleibt im Dorf (Fernsehserie, 12 Folgen)
- 2013: Global Player – Wo wir sind isch vorne
- 2015: Schmidts Katze
- 2016: Ich bin tot, macht was draus (Synchronisation)
- 2017: Laible und Frisch: Do goht dr Doig
- 2018: Die 1000 Glotzböbbel vom Dr. Mabuse (Synchronisation)
- 2021: Das Jahr 1981 – So war’s im Südwesten (Dokumentation)
- 2021: SOKO Stuttgart (Krimiserie, 1 Folge)
- 2024: Das Jahr 1979 – So war's im Südwesten (Dokumentation)

## Live-Programme
- 2014: Die Welt auf Schwäbisch
- 2017: Schwaben Menschen Abenteuer
- 2018: Genau mein Ding
- 2021: Vom Deng her
- 2023: I bin‘s selber – 10 Jahre live!

## Diskografie

### Singles
- 2014: Subbercool
- 2018: D’r schwäbische Nelly (mit MC Bruddaal und Alx Thunder)
- 2023: Baar an Bagga (mit Elektrokowski)
- 2023: Ondertitel Armageddon (mit Elektrokowski)
- 2024: Abnormaler Dancer (mit Elektrokowski)

### Alben
- 2013: Welcome to the Pleasuredome – Live from the Eighties (mit Welcome to the Pleasuredome)
- 2024: Club (mit Elektrokowski)